# Bahnstrecke Geesthacht–Krümmel
| Lage der Bahnstrecke im Stadtgebiet |                          |                                                                            |                                                                            |
| Streckenlänge: | (ehem. 8,46 km) 3,930 km |                                                                            |                                                                            |
| Spurweite: | 1435 mm (Normalspur)     |                                                                            |                                                                            |
| |                          |                                                                            |                                                                            |
| \| \| \| Bahnstrecke von Hamburg-Bergedorf \| \| \| \| 13,854 \| Geesthacht \| Geesthacht \| \| \| 14,057 0,055 \| Streckenanfang \| Streckenanfang \| \| \| 0,073 \| Dünenstraße \| Dünenstraße \| \| \| 0,10 \| Sandstraße \| Sandstraße \| \| \| 0,446 \| Elbstraße \| Elbstraße \| \| \| 0,752 \| Sielstraße \| Sielstraße \| \| \| 0,818 \| Freibad \| Freibad \| \| \| 0,937 \| Fährstraße \| Fährstraße \| \| \| 0,988 \| Fährstraße \| Fährstraße \| \| \| 1,890 \| Osterquelle \| Osterquelle \| \| \| \| Anschluss Pumpspeicherwerk HEW \| \| \| \| 2,512 \| Energiepark \| Energiepark \| \| \| 3,401 \| Krümmel \| Krümmel \| \| \| 3,531 \| Krümmelstraße \| Krümmelstraße \| \| \| 3,642 \| Anschluss Kernkraftwerk Krümmel \| Anschluss Kernkraftwerk Krümmel \| \| \| 3,985 \| Anschluss ex. Dynamit AG (D.A.G.) \| Anschluss ex. Dynamit AG (D.A.G.) \| \| \| 4,850 \| Rangierbahnhof Westerhäse \| Rangierbahnhof Westerhäse \| \| \| 6,320 \| Otto-Hahn-Straße \| Otto-Hahn-Straße \| \| \| 6,820 \| Jahnstraße \| Jahnstraße \| \| \| 7,170 \| Rangierbahnhof Busch \| Rangierbahnhof Busch \| \| \| 7,860 \| Max-Planck-Straße \| Max-Planck-Straße \| \| \| 8,510 \| Anschluss Industriegebiet Grüner Jäger (ex Wilhelmsburger Maschinenfabrik) \| Anschluss Industriegebiet Grüner Jäger (ex Wilhelmsburger Maschinenfabrik) \| |                          |                                                                            |                                                                            |
| Strecke |                          | Bahnstrecke von Hamburg-Bergedorf                                          | Bahnstrecke von Hamburg-Bergedorf                                          |
| Bahnhof | 13,854                   | Geesthacht                                                                 | Geesthacht                                                                 |
| Kilometer-Wechsel | 14,057 0,055             | Streckenanfang                                                             | Streckenanfang                                                             |
| Bahnübergang | 0,073                    | Dünenstraße                                                                | Dünenstraße                                                                |
| ehemaliger Bahnhof | 0,10                     | Sandstraße                                                                 | Sandstraße                                                                 |
| Bahnübergang | 0,446                    | Elbstraße                                                                  | Elbstraße                                                                  |
| Bahnübergang | 0,752                    | Sielstraße                                                                 | Sielstraße                                                                 |
| Haltepunkt / Haltestelle | 0,818                    | Freibad                                                                    | Freibad                                                                    |
| ehemaliger Bahnhof | 0,937                    | Fährstraße                                                                 | Fährstraße                                                                 |
| Bahnübergang | 0,988                    | Fährstraße                                                                 | Fährstraße                                                                 |
| Brücke über Wasserlauf | 1,890                    | Osterquelle                                                                | Osterquelle                                                                |
| Abzweig geradeaus und ehemals nach rechts |                          | Anschluss Pumpspeicherwerk HEW                                             | Anschluss Pumpspeicherwerk HEW                                             |
| ehemaliger Haltepunkt / Haltestelle | 2,512                    | Energiepark                                                                | Energiepark                                                                |
| Bahnhof | 3,401                    | Krümmel                                                                    | Krümmel                                                                    |
| ehemaliger Bahnübergang | 3,531                    | Krümmelstraße                                                              | Krümmelstraße                                                              |
| Abzweig geradeaus und nach links | 3,642                    | Anschluss Kernkraftwerk Krümmel                                            | Anschluss Kernkraftwerk Krümmel                                            |
| | 3,985                    | Anschluss ex. Dynamit AG (D.A.G.)                                          | Anschluss ex. Dynamit AG (D.A.G.)                                          |
| Dienststation / Betriebs- oder Güterbahnhof (Strecke außer Betrieb) | 4,850                    | Rangierbahnhof Westerhäse                                                  | Rangierbahnhof Westerhäse                                                  |
| Bahnübergang (Strecke außer Betrieb) | 6,320                    | Otto-Hahn-Straße                                                           | Otto-Hahn-Straße                                                           |
| Brücke (Strecke außer Betrieb) | 6,820                    | Jahnstraße                                                                 | Jahnstraße                                                                 |
| Dienststation / Betriebs- oder Güterbahnhof (Strecke außer Betrieb) | 7,170                    | Rangierbahnhof Busch                                                       | Rangierbahnhof Busch                                                       |
| Bahnübergang (Strecke außer Betrieb) | 7,860                    | Max-Planck-Straße                                                          | Max-Planck-Straße                                                          |
| Haltepunkt / Haltestelle Streckenende (Strecke außer Betrieb) | 8,510                    | Anschluss Industriegebiet Grüner Jäger (ex Wilhelmsburger Maschinenfabrik) | Anschluss Industriegebiet Grüner Jäger (ex Wilhelmsburger Maschinenfabrik) |

Die Bahnstrecke Geesthacht–Krümmel wurde in den Jahren 1915/16 erbaut, um die Erzeugnisse der Dynamitfabrik Krümmel sicher zu den Abnehmern zu transportieren. Der schwedische Chemiker Alfred Nobel gründete 1865 in Hamburg die Alfred Nobel & Co. (später „Dynamit AG“ (D.A.G.)) und begann im gleichen Jahr mit dem Bau des Werkes in Krümmel. Bis dahin wurden die dort gefertigten Roh- und Sprengstoffe über die Elbe oder die Straße befördert.

## Geschichte
Als 1906 die Eisenbahn (Bergedorf-Geesthachter Eisenbahn) (B.G.E.) Geesthacht erreichte, erhielt die in Düneberg ansässige Pulverfabrik auch gleich einen Bahnanschluss. Die Dynamitfabrik Krümmel hingegen wurde noch nicht an das Schienennetz angeschlossen. Die Waren mussten weiterhin mit dem Schiff über die Elbe oder mit Fuhrwerken und umständlichem (auch gefährlichem) Umladen vom Geesthachter Bahnhof transportiert werden. 1910 wurde von Seiten der Dynamit AG eine Weiterführung der B.G.E. über Hasental weiter nach Büchen, dazwischen ein Gleisanschluss nach Krümmel, vorangetrieben. Dieses Vorhaben scheiterte aber an Geldfragen.
Während des Ersten Weltkrieges waren die Produkte aus Krümmel kriegswichtig und Geld spielte keine Rolle mehr. Im Herbst 1915 begannen auf Kosten der D.A.G. die Planungen für den dringend benötigten Gleisanschluss von Geesthacht nach Krümmel. Im Rahmen des Hindenburgprogramms begannen die Bauarbeiten im Oktober 1915. Die Streckenführung entlang des Elbevorlandes erforderte einigen Aufwand, da der Geesthang fast bis zum Elbufer reicht. Mit Hilfe russischer Kriegsgefangener konnte schon im März 1916 der erste Zug Krümmel erreichen. Zum Krümmler Werksgelände musste ein Höhenunterschied von 12,5 m bei einer Steigung von 1:70 überwunden werden. Der Werksbahnhof Westerhäse war im Juni 1916 fertig und wurde durch ein Schlüsselwerk gesichert, damit keine Wagen selbstständig die Rampe hinunter rollen konnten. Dort errichtete man auch einen Lokschuppen für die werkseigenen Lokomotiven. Im Werk wurden aufgrund der Explosionsgefahr keine Dampflokomotiven eingesetzt. Zum Einsatz kamen Akku- und Dampfspeicherloks.
Durch weiteren Ausbau der Gleisanlagen im Werk erreichte man bis 1945 eine Gleislänge von 43 km. Den Betrieb auf der Krümmelbahn führte die B.G.E. bis zum Krümmler Bahnhof und den dahinter liegenden Übergabegleisen aus. Von dort an war die D.A.G. zuständig. Der Personenverkehr von Geesthacht nach Krümmel war nur Werksangehörigen und in Krümmel wohnenden Personen gestattet, weswegen die Krümmelbahn in keinem Kursbuch aufgeführt ist. Der Bahnhof Fährstraße wurde nur für Werksangehörige erbaut, die vom anderen Elbufer mit der Fähre übersetzten. Es wurden durchgängige Arbeiterzüge von Hamburg nach Geesthacht mit Übergang nach Krümmel gefahren. Bis zu 16 Zugpaare verkehrten bis 1918 auf der Krümmelbahn.
Mit Ende des Ersten Weltkrieges sank die Transportleistung schlagartig. Die Produktion der D.A.G. wurde wieder auf zivile Zwecke umgestellt. Die Krümmelbahn lag auf preußischem und hamburgischem Gebiet. Mit Kriegsende erlosch die Konzession für den Bau und Betrieb der Krümmelbahn ausgehend von der Hamburger Seite. Hauptgrund war unter anderem der Widerstand der Lungenheilstätte Edmundsthal-Siemerswalde durch Lärm und Rauchentwicklung und der Geesthachter Gemeinde, die den Wert als Ausflugsziel des Geesthanges und Elbbadestätte der Hamburger verlieren würde. Die D.A.G. übernahm daraufhin den Betrieb bis zum Bahnhof Sandstraße. Hamburg verlangte für die endgültige Konzession den Betrieb mit Akkuloks durchzuführen, um die Lungenheilanstalt zu schonen. Zeitgleich wurde der Bahnhof Sandstraße mit Übergabegleisen zur B.G.E. ausgebaut.
Mit Machtübernahme der NSDAP stieg allmählich wieder das Verkehrsaufkommen auf der Krümmelbahn. Die D.A.G. in Krümmel erhöhte im Zuge der Aufrüstung der Wehrmacht wieder ihre Produktion. Ab 1940 übernahm die Deutsche Reichsbahn den durchgehenden Arbeiterverkehr vom Hamburger Hauptbahnhof bis Krümmel, gezogen von Lokomotiven der Baureihe 64. Der Ausbau und die Transportleistung auf der Krümmelbahn erreichten ihren Höhepunkt. Nach Kriegsende 1945 erfolgte die Demontage der D.A.G. und bis 1949 auch die der Krümmelbahn.
1953 errichtete die Stadt Geesthacht wieder ein Gleis nach Krümmel, um einen Anreiz für neue Unternehmen zur Ansiedelung zu bieten. Es siedelte sich die Wilhelmsburger Maschinenfabrik am Grünen Jäger, gefolgt von der Hamburgische Electricitäts-Werke AG (HEW) mit dem Pumpspeicherwerk und der Gesellschaft für Kernenergieverwertung in Schiffbau und Schiffahrt (GKSS) sowie schließlich das Kernkraftwerk Krümmel an.
Seit Jahren ist das Betriebsaufkommen, das die AKN bedient, auf der Krümmelbahn rückläufig. 1990 nahm die in Geesthacht ansässige Arbeitsgemeinschaft Geesthachter Eisenbahn den regelmäßigen Dampfsonderzugverkehr auf der Krümmelbahn auf.